# کامیلا کبیو
کارلا کامیلا کبیو استرابائو (به اسپانیایی: [kaˈmila kaˈβeʎo]) (به انگلیسی: Camila Cabello) (زادهٔ ۳ مارس ۱۹۹۷) یک خواننده و ترانه‌سرا کوبایی- آمریکایی است. او به‌عنوان یکی از دختران گروه فیفت هارمونی که در سال ۲۰۱۲ در ایکس فاکتور ساخته‌شد، برجسته‌شد و یک قرارداد با اپیک رکوردز و سایکو موزیک بست. در حالی که او عضو گروه فیفت هارمونی بود شروع به کار انفرادی کرد و آهنگ‌هایی با هنرمندان دیگر منتشر کرد. از جمله آهنگ ''من می‌دانم تابستان گذشته چه کردی'' با شان مندز، «چیزهای بد» با مشین گان کلی که رتبهٔ ۴ در بیلبورد ۱۰۰ آمریکا را کسب کرد. پس از خروج از گروه در دسامبر ۲۰۱۶، کامیلا چندین همکاری دیگر، از جمله «هی ما» با پیت‌بول و جی بالوین برای موسیقی متن فیلم سرنوشت خشمگین منتشر کرد.
اولین آهنگ تکی او به نام «گریه کردن در کلوب» در ۱۹ مه ۲۰۱۷ منتشر شد و در رتبهٔ ۴۷ در ایالات متحده به اوج خود رسید. پس از آن بر موسیقی تحت تأثیر لاتین متمرکز شد و اولین آلبوم استودیویی او، کامیلا در سال ۲۰۱۸ عرضه شد و به رتبهٔ ۱ در صفحهٔ بیلبورد ۲۰۰ رسید؛ و با آهنگ اصلی «هاوانا» در نمودار چندین کشور، از جمله بریتانیا و ایالات متحده آمریکا به رتبهٔ ۱ رسید. دومین تک‌آهنگ او «هرگز همان نباش» است. همچنین جزو ۱۰ آهنگ برتر در چندین کشور قرار گرفته‌است.
کامیلا از سال ۲۰۱۹ تا ۲۰۲۱ با خوانندهٔ کانادایی شان مندز در رابطه بوده‌است و سینگل ترکی به نام (سینوریتا) منتشر کرده‌اند. او همچنین خواننده افتتاحیه لیگ قهرمانان اروپا در سال ۲۰۲۲ نیز بوده‌است.

## اوایل زندگی
کامیلا در هاوانا، کوبا شهر سنت اریستراوا و الجاندرو متولد شد و در شهر کجیمار در شرق ایوان هاوانا بزرگ شد. پدرش در مکزیکو سیتی متولد شد و مکزیکی است که به کوبا نقل مکان کرد. کامیلا در خانواده‌اش یک خواهر کوچکتر به نام سوفیا دارد و زمانی که کامیلا پنج ساله بود همراه خانواده‌اش از هاوانا به شهر میامی در فلوریدا مهاجرت کردند. و در سال ۲۰۰۸ شهروندی آمریکایی را به‌دست‌آورد. او در دبیرستان میامی پالمیتو حضور داشت اما در سال تحصیلی ۲۰۱۲–۲۰۱۳، در حالی که کلاس نهم بود، به‌جای ادامهٔ تحصیل به حرفه آواز خود ادامه داد و بعدها دیپلم دبیرستان خود را گرفت.

## زندگی شخصی
کبیو با کارشناس و نویسنده متیو هاسی در ارتباط بود که او را در مجموعهٔ ''امروز'' در سپتامبر ۲۰۱۷ ملاقات کرده‌بود. آنها از فوریهٔ ۲۰۱۸ با یکدیگر بودند و سرانجام در ژوئن ۲۰۱۹ از همدیگر جدا شدند.
از ژوئیهٔ ۲۰۱۹ با خوانندهٔ کانادایی شان مندز رابطه داشت. و اخیراً اعلام کرده به دلیل ناباروری سگی به نام کیان را که در خیابان پیدا کردند به عنوان فرزند خود پذیرفتند. این زوج در نوامبر ۲۰۲۱ جدایی خود را اعلام کردند. در مصاحبه‌ای بین‌المللی در انگلستان، کبیو دربارهٔ مبارزاتش با اختلال وسواس فکری-عملی صحبت کرد.
کامیلا کابیو و شان مندز در 15آوریل 2023 در کوچلا کنار یکدیگر دیده شدند که شایعه شد باهم در رابطه هستن سپس در ماه ژوئن همان سال از هم جدا شدن و کامیلا کابیو در پادکست call her daddy این را تایید کرد. 

## حرفه

### ۲۰۱۲–۲۰۱۶: ایکس فاکتور و فیفت هارمونی

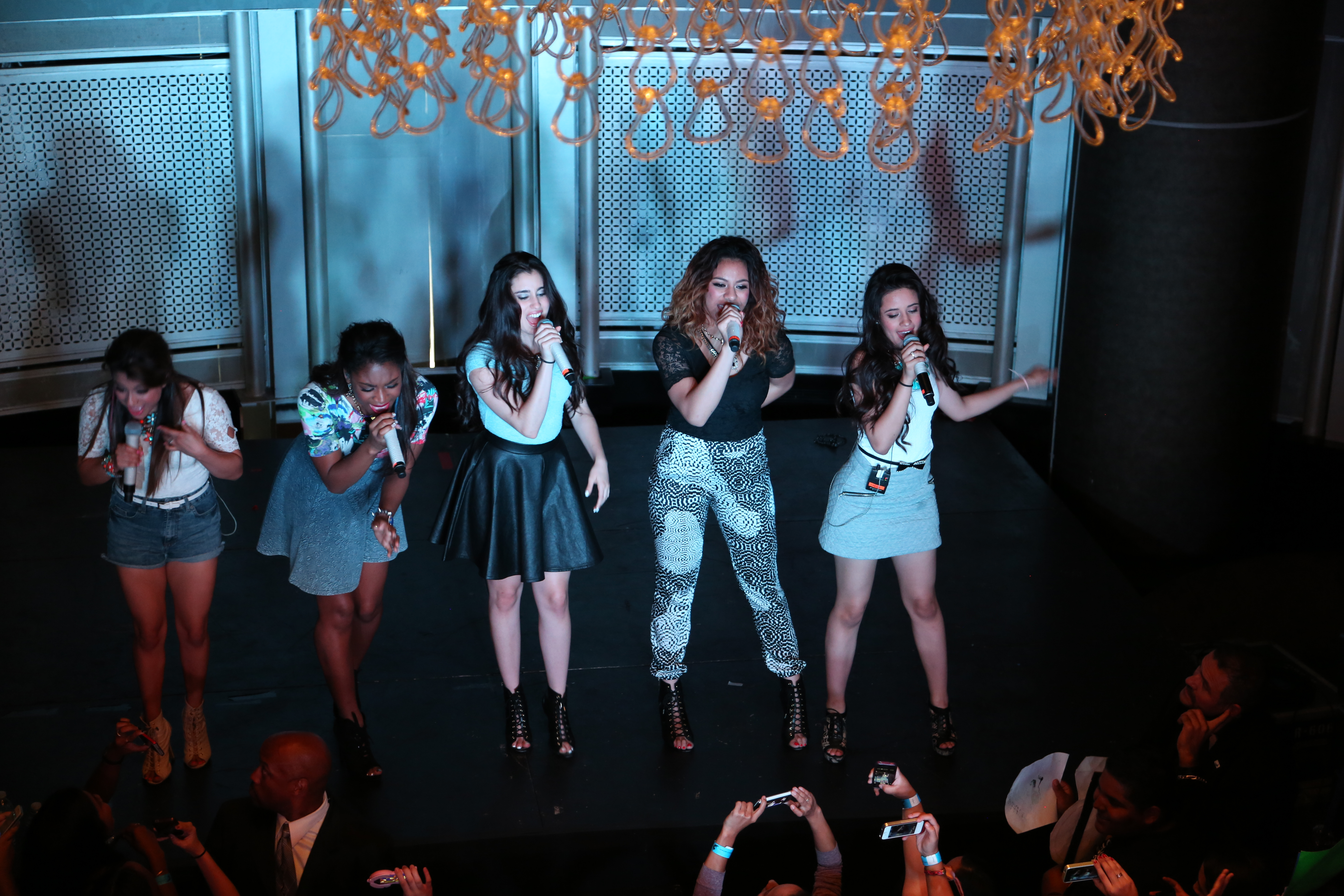
کبیو با فیفت هارمونی در سال ۲۰۱۳

کامیلا کبیو در گرینزبورو کارولینای شمالی برای ایکس فاکتور با آهنگ ''احترام '' از آرتا فرانکلین تست داد. با این حال، تست او پخش نشد، زیرا این آهنگ سری حقوق برای پخش دریافت نکرد. پس از حذف از «اردوی آموزشی» بخشی از فرایند در میامی، فلوریدا، کبیو همراه با دیگر شرکت‌کنندگان الی بروک، نورمانی، لورن هرگی و دینه جین فراخوانده شد تا به گروه دختران که بعدها به‌عنوان فیفت هارمونی شناخته‌شده بپیوندد. پس از اتمام و قرار گرفتن در جایگاه سوم در شو، قرارداد مشترکی با سایکو موزیک، متعلق به سایمون کاول و اپیک رکوردز را امضا کردند.
این گروه (EP (Better Together در سال ۲۰۱۳ همراه با آلبوم ''انعکاس'' در سال ۲۰۱۵ و ۷/۲۷ در سال ۲۰۱۶ را منتشر کردند. دو آهنگ اخیر از این گروه ''ارزشش را دارد'' و ''کار از خانه'' به ترتیب هر کدام در چارت‌های بین‌المللی جز ده آهنگ برتر بودند. از سال ۲۰۱۳ تا پایان سال ۲۰۱۶، کبیو در تورهای مختلف فیفت هارمونی اجرا کرد. در ماه نوامبر ۲۰۱۵، کبیو با خوانندهٔ کانادایی شان مندز در آهنگی دو نفره با عنوان «من می‌دانم تابستان گذشته چه کردی»، همکاری کرد. این آهنگ در شمارهٔ ۲۰ در ایالات متحده و ۱۸ در کانادا قرار گرفت، و توسط انجمن صنعت ضبط ایالات متحده آمریکا (RIAA) پلاتین تأیید را دریافت کرد. در ۱۴ اکتبر سال ۲۰۱۶ مشین گان کلی رپر آمریکایی آهنگی با همکاری کبیو به نام «چیزهای بد» را منتشر کرد که موفق به دریافت رتبهٔ ۴ بیلبورد ۱۰۰ آمریکا شد.
مجلهٔ تایم او را جز ۲۵ نوجوان تأثیرگذار در سال ۲۰۱۶ معرفی کرد. در تاریخ ۱۸ دسامبر ۲۰۱۶، گروه اعلام کرد که کبیو قصد خروج را دارد. او در یک نمایش قبلاً ضبط شده با گروه در شب سال نو دیک کلارک ظاهر شد. یک روزنامه‌نگار بیلبورد در مورد زمانی که کبیو در این گروه بود نوشت: جای شگفت‌آوری برای کسی است که در سال‌های گذشته به‌همان اندازه که کبیو در آن قرار دارد، به‌طور جمعی ایستادگی کند.

### ۲۰۱۷ تاکنون: کامیلا
در ۲۵ ژانویهٔ ۲۰۱۷، «عشق باور نکردنی»، همکاری با دی‌جی کشمر کت نروژی، به صورت آنلاین منتشر شد. نسخهٔ رسمی این آهنگ در تاریخ ۱۶ فوریه منتشر شد و بعداً در اولین آلبوم استودیویی کشمر پخش شد. کبیو «هی ما» را با پیت‌بول و جی بالوین برای موسیقی متن فیلم سرنوشت خشمگین ضبط کرد. نسخهٔ اسپانیایی تک‌آهنگ و موزیک ویدئو آن در تاریخ ۱۰ مارس ۲۰۱۷ منتشر شد و نسخهٔ انگلیسی در تاریخ ۶ آوریل منتشر شد.
کبیو همچنین با همکاری میجر لیزر و تراویس اسکات و کواوو برای آهنگ «بهتر نیست بدانید» برجسته شده‌است. در ماه مه سال ۲۰۱۷، کبیو اعلام کرد که در آستانهٔ انتشار اولین آلبوم استودیوی خود، در آن زمان با عنوان The Hurting. The Healing. The Loving.است؛ که او به‌عنوان «داستان سفر من از تاریکی به نور، از زمانی که من دوباره خودم را یافتم» توصیف کرد. اولین آهنگ تکی او «گریه کردن در کلوب» در تاریخ ۱۹ مه ۲۰۱۷ منتشر شد، و آن را در جایزه موسیقی بیلبورد در سال ۲۰۱۷ اجرا کرد. تنها در ایالات متحده به شمارهٔ ۴۷ رسید.
او در تور جهانی جادویی 24K برونو مارس به‌عنوان آغاز کننده برای چندین دوره از آن شرکت کرد و همچنین با نام تجاری لباس Guess به‌عنوان چهره برای مبارزات انتخاباتی خود در سال ۲۰۱۷ همکاری کرد.
جلسات نوشتن و ضبط آلبوم او تحت تأثیر موفقیت آهنگ «هاوانا» قرار گرفت که تاریخ انتشار آن را به تعویق انداخت. پس از انتشار آن، این آهنگ در استرالیا، کانادا، انگلیس، ایرلند، فرانسه، مجارستان و ایالات متحده به شماره اول رسید. این آهنگ هفت هفته در بالای نمودار پخش برتر مین‌استریم ۴۰ در ایالات متحده قرار گرفت. این آهنگ در ماه ژوئن ۲۰۱۸ توسط هنرمند زن انفرادی آهنگی پرطرفدار در اسپاتیفای را به‌همراه داشت که بیش از ۸۸۸ میلیون پخش در آن زمان داشت. عنوان کامیلا، اولین آلبوم پاپ او است که حاوی آهنگ‌های لاتین است. کامیلا در تاریخ ۱۲ ژانویه ۲۰۱۸ منتشر شد و در ایالات متحده ۱۱۹۰۰۰ نسخه از آلبوم منتشر شد، و ۶۵۰۰۰ نسخه از آن به فروش رفت. این آلبوم در نهایت پلاتین را در کشور دریافت کرد. " دوستان واقعی " و "هرگز همان نباش" در یک روز در تاریخ ۷ دسامبر ۲۰۱۷ منتشر شدند؛ دومین آهنگ به رتبهٔ ۳ در ۱۰۰ آهنگ برتر رسید.
کبیو در ماه فوریهٔ سال ۲۰۱۸ با متیو هاسی آشنا شد. در آوریل ۲۰۱۸ کبیو اولین تور خود را به‌عنوان یک هنرمند انفرادی آغاز کرد. در ۲۱ ژوئن ۲۰۱۹، مندز آهنگ سینوریتا “Señorita” را همراه با کامیلا کبیو، خواننده و آهنگساز کوبایی آمریکایی همراه با موزیک ویدئو آن منتشر کرد. این آهنگ به سرعت به رتبهٔ ۱ در آی‌تیونز رسید.

## خیرخواهی

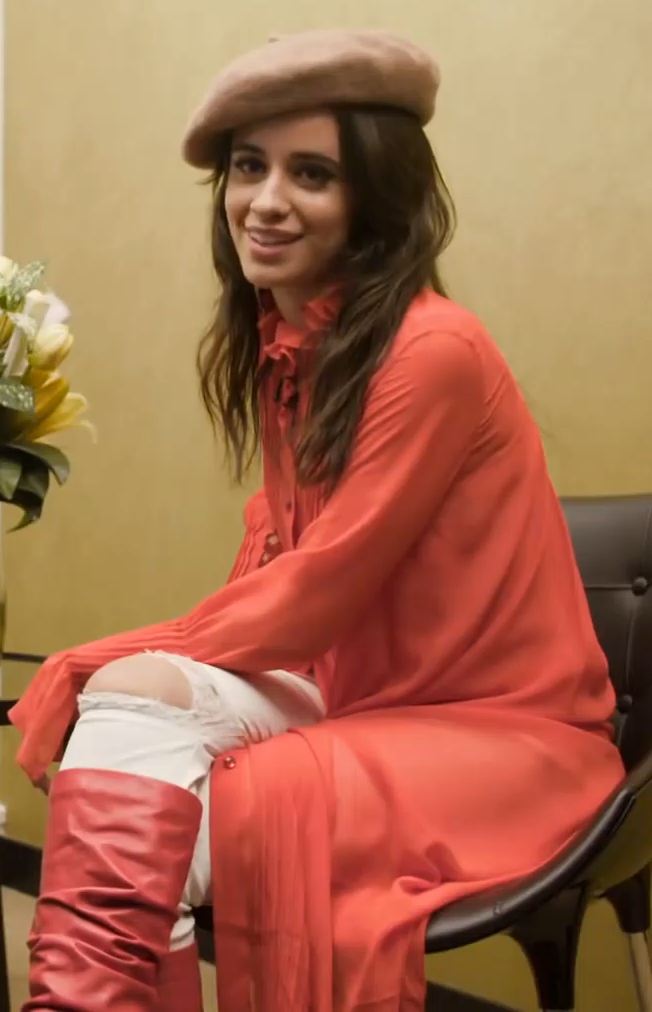
کبیو در مصاحبه

در تاریخ ۲۸ فوریهٔ ۲۰۱۶، کبیو اعلام کرد که با صندوق نجات کودکان مشارکت داشته‌است تا یک نسخهٔ محدود "Love Only" برای طراحی آگهی در مورد مسائل مربوط به دسترسی دختران به آموزش و پرورش، مراقبت‌های بهداشتی و فرصت‌های موفق را برای ایجاد یک تیرچه طراحی کند. در ماه ژوئن سال ۲۰۱۶، کبیو تولیدکنندهٔ بنی بلانکو و اعضای سازمان غیرانتفاعی OMG Everywhere به ایجاد یک خیریهٔ "Power in Me" کمک کردند. کبیو همچنین با صندوق بهداشت کودکان، که غیرانتفاعی است که برای تأمین مراقبت‌های بهداشتی به خانواده‌های کم درآمد با کودکان مشغول است، همکاری می‌کند. در اواخر سال ۲۰۱۷، کبیو به لین-منوئل میرندا و چندین هنرمند لاتین دیگر در آهنگ «تقریباً مثل دعا» پیوست تا به نفع آن‌هایی که در پورتوریکو تحت تأثیر توفند ماریا قرار دارند بهره‌مند شوند.

## فعالیت های سیاسی
کامیلا کبیو در سال ۲۰۲۱ با انتشار ویدیویی در تیک‌تاک از معترضان به رژیم کمونیستی کوبا حمایت و در مورد وضعیت زندگی مردم کوبا توضیحاتی ارائه کرد. او در بخشی از ویدئو می‌گوید: "۶۲ سال است که مردم کوبا تحت ظلم و ستم زندگی می کنند. چیزی که به عنوان ایده‌آل سوسیالیستی مراقبت های بهداشتی، آموزش و غذای رایگان برای همه، آغاز شد، تبدیل به وضعیت امروز شده. مردم کوبا باید ساعت‌ها در صف خواربارفروشی منتظر بمانند تا داخل شوند و مواد اولیه مانند لوبیا و برنج را پیدا کنند که قیمت‌شان ده برابر بیشتر از چیزی است که مردم معمولی یا حتی یک پزشک در کوبا می‌تواند بپردازد."

## هنرمندی
کامیلا کبیو عمدتاً یک خوانندهٔ موسیقی پاپ و آراندبی معاصر است که تحت تأثیر موسیقی لاتین قرار گرفته‌است. او آلبوم اول خود شامل عناصر رگاتون، موسیقی هیپ هاپ و دنس‌هال بود. کبیو به این نتیجه رسید که به هنرمندان مانند آلخاندرو فرناندس و سیلیا کروز گوش کرد. برای نخستین رکوردش الهام گرفته از هنرمندان لاتین معاصر مانند Calle 13 و جی بالوین و ترانه‌های اد شیرن و تیلور سوئیفت او همچنین مایکل جکسون، ریحانا و شکیرا را تحت تأثیر قرار داده‌است.

## جوایز
از جمله جوایز وی، کبیو موفق به کسب جایزهٔ موسیقی ام‌تی‌وی اروپا، جایزهٔ موسیقی آی‌هارت‌رادیو، سه جایزهٔ ماچ موزیک ویدئو آی‌هارت‌رادیو، و جایزهٔ زن در موسیقی بیلبورد برای هنرمند پیشرفت داشته شده‌است.

## آلبوم‌ ها
- camila(2018)
- Romance(2019)
- Cinderella(2021)
- Familia(2022)
- 7/27(2016)
- C'XOXO (2024)

## فیلم‌شناسی

### فیلم
| سال  | عنوان                             | نقش     | توضیحات    |
| ---- | --------------------------------- | ------- | ---------- |
| ۲۰۱۸ | تور استادیومی اعتبار تیلور سوئیفت | خودش    | فیلم کنسرت |
| ۲۰۲۱ | سیندرلا                           | سیندرلا | پیش‌تولید   |
| 2024 | Rob peace                         | نایا    |            |

### تلویزیون
| سال       | عنوان                        | نقش  | توضیحات                               |
| --------- | ---------------------------- | ---- | ------------------------------------- |
| ۲۰۱۲–۲۰۱۳ | ایکس فاکتور                  | خودش | شرکت‌کننده:در فصل ۲ مهمان:قسمت ۱ فصل ۳ |
| ۲۰۱۴      | ادای چیزی را درآوردن         | خودش | قسمت: "The Ecstasy and the Agony"     |
| ۲۰۱۵      | زندگی "باربی" در خانهٔ رؤیایی | خودش | قسمت "روز جالب خواهران"               |
| ۲۰۱۶      | سوار                         | خودش | قسمت: "فیفت هارمونی"                  |
| ۲۰۱۸      | رقص در یخ                    | خودش | مهمان: ۱ قسمت در سری ۱۰               |

### وب
| سال  | عنوان            | نقش         | توضیحات |
| ---- | ---------------- | ----------- | ------- |
| ۲۰۱۸ | شاه خورشید طلایی | آدیسون جونز | ۲ قسمت  |